# Selenops marcanoi
Selenops marcanoi là một loài nhện trong họ Selenopidae.
Loài này sống ở phía nam của Cộng hòa Dominica.
Loài này thuộc chi Selenops. Selenops marcanoi được G. G. Alayón miêu tả năm 1992.